# Kōjima
Kōjima (japanisch 幸島, dt. „Glücksinsel“) ist eine etwa 30 Hektar große Insel, die zu Japan gehört. Sie liegt vor der Südostküste der großen Insel Kyūshū und gehört zum Verwaltungsgebiet der Stadt Kushima in der Präfektur Miyazaki. Die Insel ist bekannt für ihre Japanmakakenpopulation und wird daher auch „Affeninsel“ (猿島, sarushima) genannt.
Der höchste Punkt der Insel ist bei 113,7 m.

## Japanmakaken
Die Insel steht unter Schutz und ist Lebensraum u. a. von Japanmakaken (Macaca fuscata, jap. 日本猿, nihonzaru). Auf der Insel befindet sich eine Station des Field Research Center des Primatenforschungsinstituts der Universität Kyōto.
Seit 1947 werden die Japanmakaken auf der Insel Kōjima wissenschaftlich beobachtet. Mit über 50 Jahren kontinuierlicher Erforschung des Verhaltens, der Ökologie und anderer Aspekte der Biologie dieser Affen verfügt die Station über die weltweit längste Tradition ununterbrochener Feldforschung auf dem Gebiet der Primaten.
Die heutige Forschungsstation wurde 1968 erbaut. Seit dieser Zeit werden kontinuierlich Daten der gesamten Affenpopulation erfasst, u. a. Wanderungen, Tod und Geburt einzelner Individuen und deren Gewichtsentwicklung.
Weltweit bekannt wurde die Insel, als 1953 die Bäuerin Satsue Mito das Makakenweibchen Imo dabei beobachtete, als diese das Waschen von Kartoffeln erfand und ihre Entdeckung an andere Tiere der Gruppe weitergab. Dies stellt das erste wissenschaftlich dokumentierte Beispiel für Kulturentwicklung bei Tieren dar. Seit dieser Zeit wurden zahlreiche neue Verhaltensweisen von den Affen entwickelt, die kulturell weitergegeben wurden, beispielsweise die Flotation von Getreidekörnern, das Baden und Schwimmen im Meer sowie die Aufnahme von Tang und Fischen in das Nahrungsspektrum.